# Alexis Granowsky
Alexis Granowsky (rus: Алексе́й Миха́йлович Грано́вский; 1890–1937) va ser un director de teatre rus que més tard es va convertir en director de cinema.

## Biografia
Granowsky va néixer com Abraham Azarkh en una família jueva a Moscou. Després d'estudiar a Sant Petersburg, va anar a Munic on va obtenir una valuosa experiència teatral treballant amb Max Reinhardt. Va servir a l'exèrcit rus durant la Primera Guerra Mundial i el 1919 va establir el seu propi teatre d'orientació jueva a Sant Petersburg, que va passar a ser sota un nou director Teatre Estatal Jueu de Moscou. La reputació de Granowsky va augmentar ràpidament durant els anys següents, ja que es va convertir en un dels directors de teatre més celebrats a Europa. El 1925 Granowsky va dirigir la seva primera pel·lícula muda, però va concentrar els seus esforços en el seu treball escènic.
Després de la revolució russa, i la victòria del comunista a la Guerra civil russa, Granowsky va continuar vivint al país tot i que es sentia culturalment europeu occidental. Granowsky va ser celebrat inicialment per les autoritats soviètiques i va rebre una sèrie d'honors, però va començar a trobar les seves polítiques culturals cada cop més restrictives i va emigrar a la República de Weimar a finals dels anys vint.
A Alemanya Granowsky va treballar en algunes produccions teatrals, però cada vegada es va traslladar més al cinema. Va col·laborar amb altres exiliats russos com Léo Lania que compartia les seves opinions polítiques d'esquerra. Va dirigir dues pel·lícules alemanyes, abans d'emigrar a París on va viure la resta de la seva vida. Va produir i va dirigir pel·lícules costoses de prestigi com Les Aventures du roi Pausole (1933) i Taras Bulba (1936). S'havia casat amb una dona alemanya rica, però es van separar abans de la seva mort. Malgrat el seu estil de vida fastuós, Granowsky va morir relativament pobre.

## Filmografia seleccionada

### Director
- Evreiskoe stxaste (Еврейское счастье; 1925)
- Das Lied vom Leben (1931)
- Die Koffer des Herrn O.F. (1931)
- Les Aventures du roi Pausole (1933)
- Les Nuits moscovites (1934)
- Taras Bulba (1936)